# 海利根罗特
海利根罗特是德国莱茵兰-普法尔茨州的一个市镇。总面积6.00平方公里，总人口1414人，其中男性697人，女性717人（2011年12月31日），人口密度236人/平方公里。